# Montopoli di Sabina
Montopoli di Sabina é uma comuna italiana da região do Lácio, província de Rieti, com cerca de 3.697 habitantes. Estende-se por uma área de 37 km², tendo uma densidade populacional de 100 hab/km². Faz fronteira com Castelnuovo di Farfa, Fara in Sabina, Fiano Romano (RM), Montelibretti (RM), Nazzano (RM), Poggio Mirteto, Salisano, Torrita Tiberina (RM).

## Demografia
| Variação demográfica do município entre 1861 e 2011                               |
|                                                                                   |
| Fonte: Istituto Nazionale di Statistica (ISTAT) - Elaboração gráfica da Wikipedia |